# Hassan Amin
Hassan Amin (Darmstadt, 12 ottobre 1991) è un calciatore tedesco naturalizzato afghano, difensore svincolato.

## Carriera

### Club
Nato a Darmstadt, Amin ha iniziato la sua carriera nelle giovanili del Darmstadt. Ha fatto il suo esordio in prima squadra il 7 settembre 2010 nella vittoria in casa per 2-0 contro l'Hoffenheim II.
Nel maggio 2011, ha firmato un contratto con l'Eintracht Francoforte, dove è stato inserito nella rosa della seconda squadra che milita in Regionalliga. Ha fatto il suo esordio in campionato il 2 marzo 2012 nella vittoria in casa per 4-0 in casa contro il Pfullendorf, venendo sostituito da Marcel Titsch-Rivero all'80' minuto. L'11 agosto 2012 va a segno nella vittoria in trasferta per 2-0 contro l'Ulma, realizzando la rete del 2-0. In tre stagioni colleziona 64 presenze in campionato e 3 gol.
Nel 2014 è passato al Saarbrücken a parametro zero. Ha esordito in campionato con la sua nuova squadra il 5 aprile 2015 nella vittoria in trasferta per 2-1 contro l'Hoffenheim II come sostituto di Peter Chrappan all'intervallo. In due stagioni, gioca 18 partite in campionato.
Nel giugno 2016, ha firmato un contratto biennale con il Waldhof Mannheim. Esordisce in campionato il 5 agosto 2016 nella vittoria in trasferta per 3-2 contro lo Kickers Stoccarda. Nel luglio 2017, Amin è stato nominato capitano della squadra, succedendo al precedente capitano Michael Fink. Il 7 agosto 2017 realizza una doppietta in campionato nella vittoria per 3-0 in casa contro l'Elversberg, andando a segno ai minuti 38' e 66'.
Nel 2018, ha firmato un contratto biennale con il Meppen, formazione della 3. Liga. Ha esordito in campionato con il Meppen il 30 luglio 2018 nel pareggio per 0-0 in trasferta con lo Sportfreunde Lotte. Ha segnato il suo primo gol in campionato con il club il 7 ottobre 2018 in una vittoria casalinga per 1-0 sul Monaco 1860. Ha segnato al 41'.
L'agente di Amin ha annunciato il desiderio di Amin di lasciare il Meppen per trasferirsi all'estero alla fine di giugno 2020. Ad agosto, tuttavia, Amin ha esteso il suo contratto che lo legava al club.

### Nazionale
Ha esordito in nazionale il 20 maggio 2014, in Filippine-Afghanistan (0-0), subentrando a Zamir Daudi al minuto 56', per poi essere sostituito al minuto 82' da Amiruddin Sharifi. Ha messo a segno la sua prima rete con la maglia della nazionale afghana il 28 marzo 2017, in Afghanistan-Vietnam (1-1), siglando la rete del definitivo 1-1 al minuto 69'. Ha partecipato, con la nazionale afghana, alla SAFF Cup 2015.

## Statistiche

### Cronologia presenze e reti in nazionale
| Cronologia completa delle presenze e delle reti in nazionale ― Afghanistan | Cronologia completa delle presenze e delle reti in nazionale ― Afghanistan | Cronologia completa delle presenze e delle reti in nazionale ― Afghanistan | Cronologia completa delle presenze e delle reti in nazionale ― Afghanistan | Cronologia completa delle presenze e delle reti in nazionale ― Afghanistan | Cronologia completa delle presenze e delle reti in nazionale ― Afghanistan | Cronologia completa delle presenze e delle reti in nazionale ― Afghanistan | Cronologia completa delle presenze e delle reti in nazionale ― Afghanistan |
| Data                                                                       | Città                                                                      | In casa                                                                    | Risultato                                                                  | Ospiti                                                                     | Competizione                                                               | Reti                                                                       | Note                                                                       |
| -------------------------------------------------------------------------- | -------------------------------------------------------------------------- | -------------------------------------------------------------------------- | -------------------------------------------------------------------------- | -------------------------------------------------------------------------- | -------------------------------------------------------------------------- | -------------------------------------------------------------------------- | -------------------------------------------------------------------------- |
| 20-5-2014                                                                  | Addu City                                                                  | Filippine                                                                  | 0 – 0                                                                      | Afghanistan                                                                | AFC Challenge Cup 2014 - Gironi                                            | -                                                                          | 56’ 82’                                                                    |
| 11-6-2015                                                                  | Mashhad                                                                    | Afghanistan                                                                | 0 – 6                                                                      | Siria                                                                      | Qual. Mondiali 2018                                                        | -                                                                          |                                                                            |
| 16-6-2015                                                                  | Phnom Penh                                                                 | Cambogia                                                                   | 0 – 1                                                                      | Afghanistan                                                                | Qual. Mondiali 2018                                                        | -                                                                          |                                                                            |
| 3-9-2015                                                                   | Bangkok                                                                    | Thailandia                                                                 | 2 – 0                                                                      | Afghanistan                                                                | Amichevole                                                                 | -                                                                          | 73’                                                                        |
| 8-9-2015                                                                   | Teheran                                                                    | Afghanistan                                                                | 0 – 6                                                                      | Giappone                                                                   | Qual. Mondiali 2018                                                        | -                                                                          |                                                                            |
| 8-10-2015                                                                  | Kallang                                                                    | Singapore                                                                  | 1 – 0                                                                      | Afghanistan                                                                | Qual. Mondiali 2018                                                        | -                                                                          |                                                                            |
| 13-10-2015                                                                 | Mascate                                                                    | Siria                                                                      | 5 – 2                                                                      | Afghanistan                                                                | Qual. Mondiali 2018                                                        | -                                                                          |                                                                            |
| 12-11-2015                                                                 | Teheran                                                                    | Afghanistan                                                                | 3 – 0                                                                      | Cambogia                                                                   | Qual. Mondiali 2018                                                        | -                                                                          |                                                                            |
| 24-12-2015                                                                 | Thiruvananthapuram                                                         | Afghanistan                                                                | 4 – 0                                                                      | Bangladesh                                                                 | SAFF Cup 2015 - Gironi                                                     | -                                                                          |                                                                            |
| 26-12-2015                                                                 | Thiruvananthapuram                                                         | Bhutan                                                                     | 0 – 3                                                                      | Afghanistan                                                                | SAFF Cup 2015 - Gironi                                                     | -                                                                          | 46’                                                                        |
| 28-12-2015                                                                 | Thiruvananthapuram                                                         | Afghanistan                                                                | 4 – 1                                                                      | Maldive                                                                    | SAFF Cup 2015 - Gironi                                                     | -                                                                          |                                                                            |
| 31-12-2015                                                                 | Thiruvananthapuram                                                         | Afghanistan                                                                | 5 – 0                                                                      | Sri Lanka                                                                  | SAFF Cup 2015 - Semifinali                                                 | -                                                                          | 76’                                                                        |
| 3-1-2016                                                                   | Thiruvananthapuram                                                         | India                                                                      | 2 – 1 dts                                                                  | Afghanistan                                                                | SAFF Cup 2015 - Finale                                                     | -                                                                          | 86’                                                                        |
| 24-3-2016                                                                  | Saitama                                                                    | Giappone                                                                   | 5 – 0                                                                      | Afghanistan                                                                | Qual. Mondiali 2018                                                        | -                                                                          |                                                                            |
| 29-3-2016                                                                  | Teheran                                                                    | Afghanistan                                                                | 2 – 1                                                                      | Singapore                                                                  | Qual. Mondiali 2018                                                        | -                                                                          |                                                                            |
| 11-10-2016                                                                 | Shah Alam                                                                  | Malaysia                                                                   | 1 – 1                                                                      | Afghanistan                                                                | Amichevole                                                                 | -                                                                          |                                                                            |
| 13-11-2016                                                                 | Dušanbe                                                                    | Tagikistan                                                                 | 1 – 0                                                                      | Afghanistan                                                                | Amichevole                                                                 | -                                                                          |                                                                            |
| 23-3-2017                                                                  | Al Wakrah                                                                  | Afghanistan                                                                | 2 – 1                                                                      | Afghanistan                                                                | Amichevole                                                                 | -                                                                          | 46’                                                                        |
| 28-3-2017                                                                  | Dušanbe                                                                    | Afghanistan                                                                | 1 – 1                                                                      | Vietnam                                                                    | Qual. Coppa d'Asia 2019                                                    | 1                                                                          |                                                                            |
| 6-6-2017                                                                   | Dubai                                                                      | Afghanistan                                                                | 2 – 1                                                                      | Maldive                                                                    | Amichevole                                                                 | 1                                                                          |                                                                            |
| 13-6-2017                                                                  | Phnom Penh                                                                 | Cambogia                                                                   | 1 – 0                                                                      | Afghanistan                                                                | Qual. Coppa d'Asia 2019                                                    | -                                                                          |                                                                            |
| 14-11-2017                                                                 | Hanoi                                                                      | Vietnam                                                                    | 0 – 0                                                                      | Afghanistan                                                                | Qual. Coppa d'Asia 2019                                                    | -                                                                          |                                                                            |
| 20-3-2019                                                                  | Kuala Lumpur                                                               | Oman                                                                       | 5 – 0                                                                      | Afghanistan                                                                | Amichevole                                                                 | -                                                                          |                                                                            |
| 23-3-2019                                                                  | Kuala Lumpur                                                               | Malaysia                                                                   | 2 – 1                                                                      | Afghanistan                                                                | Amichevole                                                                 | -                                                                          |                                                                            |
| 5-9-2019                                                                   | Doha                                                                       | Qatar                                                                      | 6 – 0                                                                      | Afghanistan                                                                | Qual. Mondiali 2022                                                        | -                                                                          |                                                                            |
| 10-9-2019                                                                  | Dušanbe                                                                    | Afghanistan                                                                | 1 – 0                                                                      | Bangladesh                                                                 | Qual. Mondiali 2022                                                        | -                                                                          | 46’                                                                        |
| 10-10-2019                                                                 | Mascate                                                                    | Oman                                                                       | 3 – 0                                                                      | Afghanistan                                                                | Qual. Mondiali 2022                                                        | -                                                                          |                                                                            |
| 14-11-2019                                                                 | Dušanbe                                                                    | Afghanistan                                                                | 1 – 1                                                                      | India                                                                      | Qual. Mondiali 2022                                                        | -                                                                          | 92’                                                                        |
| Totale                                                                     |                                                                            | Presenze                                                                   | 28                                                                         |                                                                            | Reti                                                                       | 2                                                                          |                                                                            |

## Palmarès
- Fußball-Regionalliga: 1

Darmstadt: 2010-2011 (girone sud)